# 人類胚胎發育
人类胚胎发育是指人类胚胎的形成和发育。当精子成功进入卵细胞并与卵细胞融合时，就会出現受精。然后便會形成受精卵，此後便意味著胚胎開始發育。當人類的人类胚胎发育至第九周时，此時的胚胎開始被称为胎兒。胚胎發育的前八周共要經歷23個階段。人類的妊娠期一共要9個月或者40周。